# 자자어

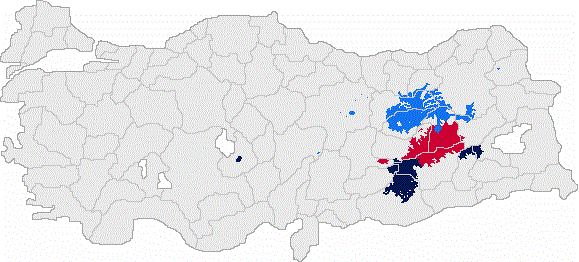
터키에서의 자자어 사용 지역. 툰젤리주, 빙괼, 바르토, 시베레크.

자자어(영어: Zaza) 또는 자자키어(Zazaki)는 주로 터키 동부 지역에 거주하는 자자족이 사용하는 인도유럽어족의 이란계 언어이다.
계통상 이란어군 북서부 어군의 자자-고라니 언어군의 일부이다. 계통상 쿠르드어와도 먼 관계는 아니나 그보다는 이란 서북부에 분포하는 고라니어 등과 더 가까운 관계인데, 인근에 위치한 관계로 쿠르드어로부터 많은 영향을 받아 과거 쿠르드어의 일개 방언으로 여겨지기도 했다.
에스놀로그에 따르면 자자어 화자는 방언을 포함하여 150만 ~ 250만 명 사이이다. Nevins (2005)는 자자어를 사용하는 인구 수를 200만 ~ 400만 사이로 추정하고 있다.

## 명칭
자자키어로 Zazakî, Kirmanckî, Kirdkî, Dimilkî 등의 여러 호칭이 있다. 그러나 자자(Zaza)라는 이름은 경멸적인 의미에서 유래하였으므로 많은 자자족은 그들의 언어를 Dimlî나 Kirmanci라 하며, 쿠르만지어는 Herewere로 부른다.

## 알파벳
주로 로마자를 확장한 알파벳으로 표기되며, 자자키 알파벳에는 31개의 글자가 있다:
| 문자 | A a | B b | C c  | Ç ç  | D d | E e | Ê ê | F f | G g | H h | I i | Î î | J j | K k | L l | M m | N n | O o | P p | Q q | R r | S s | Ş ş | T t | U u | Û û | V v | W w | X x | Y y | Z z |
| 이름 | a   | be  | ce   | çe   | de  | e   | ê   | fe  | ge  | he  | i   | î   | je  | ke  | le  | me  | ne  | o   | pe  | qe  | re  | se  | şe  | te  | u   | û   | ve  | we  | xe  | ye  | ze  |
| 발음 | /a/ | /b/ | /dz/ | /ts/ | /d/ | /ɛ/ | /e/ | /f/ | /ɡ/ | /h/ | /ɪ/ | /i/ | /ʒ/ | /k/ | /l/ | /m/ | /n/ | /o/ | /p/ | /q/ | /r/ | /s/ | /ʃ/ | /t/ | /y/ | /u/ | /v/ | /w/ | /x/ | /j/ | /z/ |

참고
1. ↑  /dʒ/ before /e i y/
2. ↑  /tʃ/ before /e i y/

## 같이 보기
- 자자족